# Austrocordulia
Austrocordulia – rodzaj ważek z rodziny Synthemistidae; wcześniej zaliczany był do szklarkowatych (Corduliidae).
Do rodzaju należą następujące gatunki:
- Austrocordulia leonardi Theischinger, 1973
- Austrocordulia refracta Tillyard, 1909
- Austrocordulia territoria Theischinger & Watson, 1978